# Amt Wetter (Landkreis Hagen)
| Amt in Preußen     | Amt in Preußen                          |
| ------------------ | --------------------------------------- |
| Name               | Herdecke (1844–1881) Wetter (1881–1910) |
| Provinz            | Westfalen                               |
| Regierungsbezirk   | Arnsberg                                |
| Landkreis          | Hagen                                   |
| Fläche             | 18,4 km²                                |
| Einwohner          | 12.853 (1910)                           |
| Bevölkerungsdichte | 699 Einw./km² (1910)                    |
| Gemeinden          | 2                                       |

Das Amt Wetter war ein Amt im Landkreis Hagen in der preußischen Provinz Westfalen. Bis 1881 hieß es Amt Herdecke. 1910 ging das Amt Ende zu Wetter aus dem Amt Wetter hervor.

## Geschichte
Im Rahmen der Einführung der Landgemeindeordnung für die Provinz Westfalen wurde 1844 im  Kreis Hagen aus der Landbürgermeisterei Herdecke das Amt Herdecke gebildet. Dem Amt gehörten die beiden Gemeinden Ende und Wetter an. Die Stadt Herdecke besaß die westfälische Städteordnung und blieb amtsfrei.
Das Amt wurde am 7. November 1881 in Amt Wetter umbenannt.
Zum 1. Januar 1910 erhielt die Gemeinde Wetter die westfälische Städteordnung und schied dadurch aus dem Amt aus. Das Amt, das nun nur noch die Gemeinde Ende umfasste, erhielt den Namen Amt Ende zu Wetter und kam 1929 zum neuen Ennepe-Ruhr-Kreis. Wie alle preußischen Einzelgemeindeämter wurde das Amt Ende zu Wetter am 1. November 1934 aufgehoben.
Die Gemeinde Ende wurde am 1. April 1939 in die Stadt Herdecke eingegliedert.

## Einwohnerentwicklung
| Jahr | Einwohner | Quelle |
| ---- | --------- | ------ |
| 1839 | 2.931     | [ 6 ]  |
| 1859 | 4.406     | [ 7 ]  |
| 1871 | 5.481     | [ 8 ]  |
| 1885 | 7.502     | [ 9 ]  |
| 1895 | 9.598     | [ 10 ] |
| 1910 | 12.853    | [ 11 ] |